# Emmanuelle Bach
Pour les articles homonymes, voir Bach (homonymie) et Elkabbach.
Emmanuelle Bach, de son vrai nom Emmanuelle Anouk El Kabbach, née le 31 mai 1968 à Paris, est une actrice française de cinéma et de télévision, surtout connue pour ses rôles dans les séries télévisées PJ, Un village français, Clem et Les hommes de l'ombre.
Elle est la fille de Holda Trenkle, dite Holda Fonteyn, et du journaliste et personnalité des médias Jean-Pierre Elkabbach.

## Biographie
Emmanuelle Bach est la fille de Jean-Pierre Elkabbach et de sa première épouse, Holda Fonteyn, ex journaliste au service santé de la Une.
Elle a préparé le concours d'entrée de Sciences-Po puis elle y a renoncé pour la comédie.
À dix-neuf ans, elle abandonne donc ses études d'histoire pour suivre des cours d'art dramatique chez Jean-Laurent Cochet puis dans la classe libre du Cours Florent. Elle commence à tourner au début des années 1990. Elle joue une infirmière d'un hôpital psychiatrique dans Les Clés du Paradis de Philippe de Broca en 1991, et une journaliste dans Petits arrangements avec les morts de Pascale Ferran en 1994. Dans les deux films, elle est créditée au nom de Emmanuelle Elkabbach. 
De 1999 à 2007, elle interprète le rôle du Capitaine Agathe Monnier dans la série policière PJ sur France 2. De 2009 à 2017, elle joue dans la série Un village français.

## Filmographie

### Cinéma
- 1991 : Les Clés du paradis de Philippe de Broca : une infirmière de l'hôpital psychiatrique
- 1994 : Petits Arrangements avec les morts : la journaliste
- 1994 : Un Dimanche à Paris d'Hervé Duhamel : Marie
- 1996 : Les Frères Gravet (sorti en 2002) : Léone Gravet
- 1996 : Le Fou de la tour de Luc Béraud : Sophie
- 1997 : Post coïtum animal triste : Caroline
- 1998 : En attendant la neige de Antonio Olivares et Killy Olivares
- 2013 : Le Ballon de rouge, court métrage de Sylvain Bressollette : la fille de 38 ans
- 2014 : 24 jours, la vérité sur l'affaire Ilan Halimi d'Alexandre Arcady : La juge d'instruction

### Télévision
- 1995 - 1996 : The client (série américaine) : Nicole (3 épisodes)
- 1996 : Le Retour du chat, téléfilm de Laurent Heynemann
- 1996 : J'ai rendez-vous avec vous, téléfilm de Laurent Heynemann : Sylvie
- 1997 : L'histoire du samedi (épisode La Parenthèse de Jean-Louis Benoît) : Cécile Moriantes
- 1998 : V.I.P. (série américaine - saison 1, épisode 5 : Scents and Sensibility) : Dr. Townsend
- 1998 : New York Police Blues (série américaine - saison 6, un épisode) : Immanuel
- 1999 - 2007 : PJ (série, épisodes 27 à 127) : Capitaine Agathe Monnier / Agathe Fournier
- 2003 : Aurélien, téléfilm d'Arnaud Sélignac : Amandine
- 2004 : Sauveur Giordano (saison 1, épisode 7 : Harcèlements) : Lydia Neuville
- 2005 : Vous êtes libre ?, téléfilm de Pierre Joassin : Audrey
- 2005 : Jeff et Léo, flics et jumeaux (saison 1, épisode 6 : Jardin zen) : Marianne Vasseur
- 2007 : Avocats et Associés (saison 15, épisode 1 : Désordre) : Capitaine Agathe Monnier
- 2009 - 2017 : Un village français (saisons 1 à 7) : Jeannine Schwartz, puis Chassagne née Decantillon (dans 58 épisodes)
- 2010 : Un bébé pour mes 40 ans, téléfilm de Pierre Joassin : Natacha Descombes
- 2010 : Coup de chaleur, téléfilm de Christophe Barraud : Claire Noguera
- 2013 - 2015 : Clem (saison 3, épisodes 8, 9, 10 ; saison 4 épisodes 11, 12 ; saison 5, épisodes 16, 19) : Vic
- 2013 : Enquêtes réservées  (saison 6, épisode 3 : L'ombre du palais) : Nicole Alfonsi
- 2014 - 2016 : Les hommes de l'ombre (saisons 2 et 3) : Apolline Vremler (dans 12 épisodes)
- 2016 : Section de recherches (saison 10, épisode 10 : L'absente) : Juliette Dantec
- 2023 : Capitaine Marleau (saison 4, épisode 8 : Follie's) : Nicole Chevillard

### Clip
- L'Amour à la machine d'Alain Souchon